# IBM System/370
IBM System/370 (S/370) je obitelj IBM-ovih mainframe računala, nasljednik obitelji System/360. Bio je to IBM-ov primarni mainframe proizvod od 1970-ih do 1980-ih.
IBM je prilikom razvoja ovog sustava imao tri cilja:
- bolje performanse (brža obrada, veći kapacitet pohrane i veća fleksibilnost) u odnosu na System/360
- pristupačnost malim i srednjim tvrtkama kod kupnje novog ili proširenja postojećeg sustava
- potpuna kompatibilnost sa sustavom System/360.

Novost koja je predstavljena u kolovozu 1972. bila je puna podrška virtualnoj memoriji što je značilo veću fleksibilnost prilikom pisanja programske opreme te njeno pojednostavljeno održavanje. Hardverska novost ovog sustava bila je uporaba poluvodičke memorije koja je u odnosu na dotadašnje magnetske jezgre bila brža i imala veću gustoću zapisa. Ubrzo je memorija na silicijskom čipu postala standard računalne industrije.
Sustav je najavljen 30. lipnja 1970., a prva isporuka modela 155 i 165 kupcima planirana je za veljaču 1971. odnosno travanj 1971. Model 155 prvi je put isporučen u siječnju 1971. Prilikom predstavljanja prvih strojeva System/370, Model 155 i Model 165, arhitektura System/370 opisana je kao proširenje, ali ne i redizajn IBM-ove arhitekture System/360 uvedene 1964. godine.
U rujnu 1990. System/370 zamijenjen je linijom System/390.

## Serije i modeli
| Godina | Arhitektura             | Performanse     | Serije         | Modeli           |
| ------ | ----------------------- | --------------- | -------------- | ---------------- |
| 1970.  | System/370 (bez DAT-a)  | visoke          | System/370-xxx | -155, -165, -195 |
| 1970.  | System/370 (DAT)        | srednje         | System/370-xxx | -145 i -135      |
| 1972.  | System/370              | visoke          | System/370-xxx | -158 i -168      |
| 1972.  | System/370              | osnovne         | System/370-xxx | -115 i -125      |
| 1972.  | System/370              | srednje         | System/370-xxx | -138 i -148      |
| 1977.  | System/370 kompatibilan | visoke          | 303x           | 3031, 3032, 3033 |
| 1979.  | System/370 kompatibilan | osnovne/srednje | 43xx           | 4331, 4341, 4361 |
| 1980.  | System/370 kompatibilan | visoke          | 308x           | 3081, 3083, 3084 |
| 1981.  | System/370-XA           | visoke          | 308x           | 3081, 3083, 3084 |
| 1983.  | System/370-XA           | srednje         | 4381           | 4381             |
| 1986.  | System/370-XA           | visoke          | 3090           | od -120 do -600  |
| 1986.  | System/370 kompatibilan | osnovne         | 937x           | 9370, ...        |
| 1988.  | ESA/370                 | visoke          | ES/3090        | ES/3090          |
| 1988.  | ESA/370                 | srednje         | ES/4381        | -90, -91, -92    |

#### System/370 Model 115
IBM System/370 Model 115 najavljen je 13. ožujka 1973. kao „idealan početni sustav za korisnike IBM-ovog računalnog sustava System/3 i 1130 te System/360 modela 20, 22 i 25.”
Isporučen je s „najmanje dva (od IBM-ovih novonajavljenih) izravno priključena diskovna pogona IBM 3340.”
CPU se mogao konfigurirati sa 65.536 (64K) ili 98.304 (96K) bajtova glavne memorije.  
S tržišta je povučen 9. ožujka 1981.

#### System/370 Model 125
IBM System/370 Model 125 najavljen je 4. listopada 1972.
Dva, tri ili četiri izravno priključena diskovna pogona IBM 3333 za pohranu podataka osiguravale su „do 400 milijuna bajtova online”. Glavna memorija je bila ili 98.304 (96K) ili 131.072 (128K) bajtova. 
S tržišta je povučen 9. ožujka 1981.

#### System/370 Model 135
IBM System/370 Model 135 najavljen je 8. ožujka 1971. U ponudi su bile četiri veličine glavne memorije, te emulacija serije IBM 1400 (1401, 1440 i 1460). 
S tržišta je povučen 16. listopada 1979.

#### System/370 Model 138
IBM System/370 Model 138 najavljen 30. lipnja 1976., kao model s 524.288 (512K) ili 1.048.576 (1 MB) memorije.
S tržišta je povučen 1. studenoga 1983.

#### System/370 Model 145
IBM System/370 Model 145 najavljen je 23. rujna 1970., tri mjeseca nakon modela 155 i 165. Prvi put isporučen je u lipnju 1971. S tržišta je povučen 16. listopada 1979.
Prvo je IBM-ovo računalo s poluvodičkom memorijom umjesto magnetske jezgre.

#### System/370 Model 148
IBM System/370 Model 148 najavljen je i povučen istoga dana kao i Model 138 (30. lipnja 1976. te 1. studenoga 1983.).

#### System/370 Model 155
IBM System/370 Model 155 i Model 165 najavljeni su 30. lipnja 1970. Model 155 prvi je put isporučen u siječnju 1971. S tržišta su povučeni 23. prosinca 1977.

#### System/370 Model 158
IBM System/370 Model 158 i 370/168 najavljeni su 2. kolovoza 1972. S tržišta su povučeni 15. rujna 1980.

#### System/370 Model 165
IBM System/370 Model 165 je opisan kao „snažniji”  u usporedbi sa „srednje velikim” modelom370/155. Prvi put je isporučen u travnju 1971. S tržišta je povučen 23. prosinca 1977.

#### System/370 Model 168
IBM System/370 Model 168 uključivao je „do osam megabajta”  glavne memorije, dvostruko više od maksimalnih 4 megabajta modela 370/158. S tržišta je povučen 15. rujna 1980.

#### System/370 Model 195
IBM System/370 Model 195 najavljen je 30. lipnja 1970. i u to vrijeme bio je „IBM-ov najmoćniji računalni sustav”. Predstavljen je 14 mjeseci nakon najave njegovog prethodnika, modela 360/195 . Oba su stroja s tržišta povučena 9. veljače 1977.

#### System/370 kompatibilni modeli
Početkom 1977. godine, IBM je počeo uvoditi nove sustave, koristeći naziv „Kompatibilni član obitelji System/370“.

##### IBM 303X
Prvi IBM-ov 3033 najavljen je 25. ožujka 1977. i isporučen je sljedećeg ožujka, kada je najavljena i višeprocesorska verzija 3033. IBM ga je opisao kao The Big One. IBM 3031 i IBM 3032 najavljeni su 7. listopada 1977., a povučeni 8. veljače 1985.

##### IBM 308X
Seriju su činila tri različita modela:
- 3081 [27] (najavljen 12. studenog 1980.) s 2 procesora
- 3083 [28] (najavljen 31. ožujka 1982.) s 1 procesorom
- 3084 [29] (najavljen 3. rujna 1982.) s 4 procesora

##### IBM 3090
Sljedeća serija strojeva IBM 3090 započeta je modelima 200 i 400. Najavljeni su 12. veljače 1985. i bili su konfigurirani s dva odnosno četiri procesora. IBM je naknadno najavio modele 120, 150, 180, 300, 500 i 600 s nižim, srednjim i većim kapacitetima; prva znamenka broja modela označava broj središnjih procesora. Modeli 200 i 400 povučeni su 5. svibnja 1989.

##### IBM 4300
Prvi par sustava IBM 4300 bili su sustavi srednje/niže klase, najavljeni 30. siječnja 1979. kao „kompaktni (i)... kompatibilni sa System/370”.
Model 4331 povučen je s tržišta 18. studenoga 1981., a 4341 11. veljače 1986. Osim njih postojali su još modeli 4321, 4361 te 4381. Model 4361 omogućavao je „programabilno isključivanje napajanja”, tj. programsko isključivanje procesora, a slična mogućnost bila je dostupna kod modela 4381.

##### IBM 9370
Ovaj sustav niže klase, najavljen 7. listopada 1986., bio je „dizajniran kako bi zadovoljio zahtjeve IBM-ovih kupaca koji cijene afinitet sa System/370” te „dovoljno malen i tih za rad u uredskom okruženju”.